# ناحیه بوگورودیتسکی

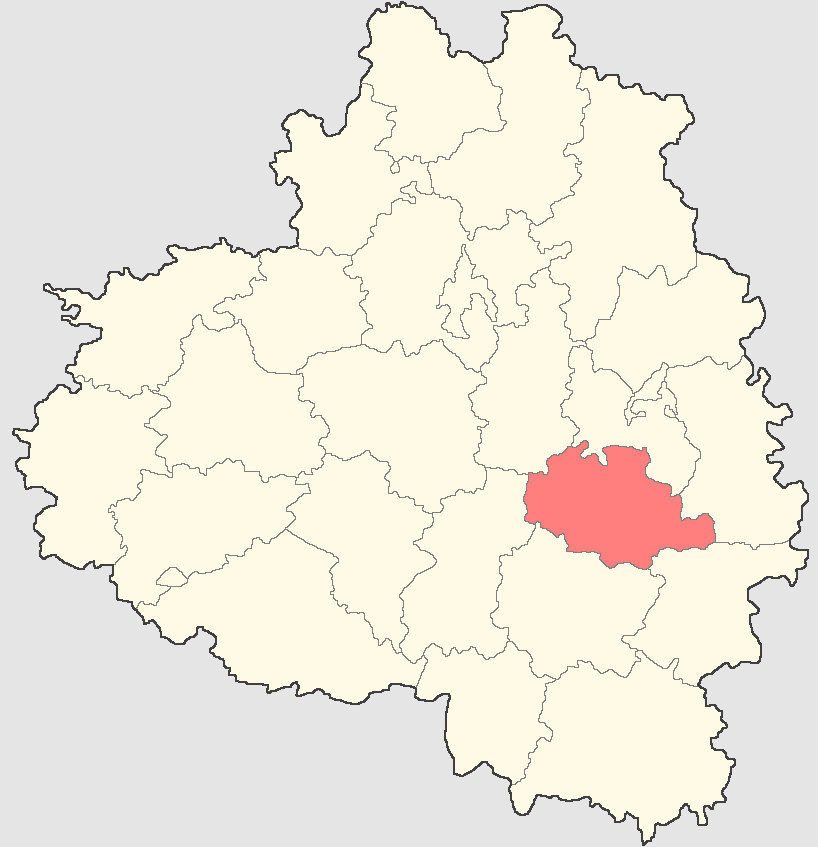

ناحیه بوگورودیتسکی (روسی: Богоро́дицкий райо́н) یک ناحیه اداری (رایون)، یکی از بیست و سه منطقه در استان تولای روسیه است. این ناحیه به عنوان منطقه بخش شهرداری بوگورودیتسکی ثبت شده‌است. مساحت ناحیه بوگورودیتسکی ۹۵۷ کیلومتر مربع (۳۶۹ مایل مربع) و مرکز اداری آن شهر بوگورودیتسک است.